# Constantin Guido von Podewils
Constantin Guido von Podewils (* 30. März 1703 in Penken; † 17. April 1762 in Stettin) war ein preußischer Generalmajor.

## Leben
Er entstammte dem namhaften, in Pommern schlossgesessenen Adelsgeschlecht von Podewils. Seine Eltern waren der königlich polnische Oberst und Regimentschef der Krongarde, sowie Erbherr auf Penken und Dollstädt Ernst Bogislaw von Podewils und dessen Ehefrau Sabine Veronika, geborene von Weyher († 1739). Podewils war seit 1743 mit Gräfin Sophie Dorothea von Lehndorff (* 24. Januar 1720; † 25. August 1806) vermählt.
Podewils begann seine Laufbahn als Gefreiterkorporal beim Infanterieregiment „Holstein“. 1721 wurde er Fähnrich, avancierte 1723 zum Sekondeleutnant beim Regiment des Königs, wurde 1734 Premierleutnant und 1738 Stabskapitän. 1740 war er Oberst und Generaladjutant Friedrichs des Großen und 1742 Kommandeur des Infanterieregiments „Hautcharmoy“. Nach seiner Heirat nahm Podewils am Zweiten Schlesischen Krieg teil und wurde bei Hohenfriedberg verwundet. 1747 wurde er schließlich zum Generalmajor, mit Patent von 1743, dimittierte jedoch bereits 1748 mit Versorgung.
Krankheitsbedingt blieb ihm ein wirklicher Wiedereintritt in die Armee versagt, dennoch wurde er 1756 Interimskommandant von Stettin. Auf dieser Stelle verblieb er bis zu seinem Tode. 1757 erhielt er den königlichen Befehl in Abstimmung mit Präsident von Aschersleben eine Landmiliz mit zwanzig Bataillonen zur Abwehr andauernder feindlicher Einfälle in Pommern und der Uckermark aufzustellen.

## Sonstiges
Ein Bild des Leutnants Constantin Guido von Podewils hing ursprünglich im Stadtschloss Potsdam. Es gilt seit dem Krieg verschollen.